# Njemački nogometni savez
Njemački nogometni savez ili DFB (njem.: Deutscher Fussball-Bund) je glavno nogometno tijelo u Njemačkoj. Organizira sve njemačke lige, uključujući Bundesligu. Ovaj savez je bio jedan od osnivača FIFA-e i UEFA-e. Sjedište mu je u Frankfurtu, a podijeljen je u pet regionalnih federacija, na koje se nastavlja 21 regionalna organizacija.
DFB je osnovan 1900. godine u Leipzigu s 86 klubova kao predstavljačima. Danas, 26 000 klubova je pod okriljem DFB-a. U tim klubovima ima čak 170 000 momčadi u kojima igra više od 2 milijuna aktivnih igrača i broji više od 4 milijuna neigrača (fizioterapeuta, trenera...). Brojevi kod žena su mnogo manji. Ima 870 000 članova i 8600 momčadi.

## Dosadašnji predsjednici
- Ferdinand Hueppe (1900. – 1904.)
- Friedrich Wilhelm Nohe (1904. – 1905.)
- Gottfried Hinze (1905. – 1925.)
- Felix Linnemann (1925. – 1945.)
- Peco Bauwens (1949. – 1962.)
- Hermann Gösmann (1962. – 1975.)
- Hermann Neuberger (1975. – 1992.)
- Egidius Braun (1992. – 2001.)
- Gerhard Mayer-Vorfelder (2001. – 2006.), zajedno s Theom Zwanzigerom (2004. – 2006.)
- Theo Zwanziger (2006. – 2012.)
- Wolfgang Niersbach (od 2012.)

## Vanjske poveznice
- Službena stranica

| Europski nogometni savezi (UEFA) | Europski nogometni savezi (UEFA) |
| --- | -------------------------------- |
| |                                  |
| Albanija • Andora • Armenija • Austrija • Azerbajdžan • Belgija • Bjelorusija • BiH • Bugarska • Cipar • Crna Gora • Češka • Danska • Engleska • Estonija • Finska • Farskih Otoka • Francuska • Gibraltar • Grčka • Gruzija • Hrvatska • Irska • Island • Italija • Izrael • Kazahstan • Kosovo • Latvija • Lihtenštajn • Litva • Luksemburg • Mađarska • Malta • Moldova • Nizozemska • Norveška • Njemačka • Poljska • Portugal • Rumunjska • Rusija • San Marino • Srbija • Sjeverna Irska • Sjeverna Makedonija • Slovačka • Slovenija • Škotska • Španjolska • Švedska • Švicarska • Turska • Ukrajina • Wales |                                  |
| |                                  |
| Bivše članice ČSSR • Jugoslavija • DR Njemačka • SR Njemačka • SiCG • SSSR |                                  |
| Bivše članice |                                  |
| |                                  |
| ČSSR • Jugoslavija • DR Njemačka • SR Njemačka • SiCG • SSSR |                                  |

| Bivše članice                                                |
|                                                              |
| ČSSR • Jugoslavija • DR Njemačka • SR Njemačka • SiCG • SSSR |

| Europski nogometni savezi (UEFA) | Europski nogometni savezi (UEFA) |
| --- | -------------------------------- |
| |                                  |
| Albanija • Andora • Armenija • Austrija • Azerbajdžan • Belgija • Bjelorusija • BiH • Bugarska • Cipar • Crna Gora • Češka • Danska • Engleska • Estonija • Finska • Farskih Otoka • Francuska • Gibraltar • Grčka • Gruzija • Hrvatska • Irska • Island • Italija • Izrael • Kazahstan • Kosovo • Latvija • Lihtenštajn • Litva • Luksemburg • Mađarska • Malta • Moldova • Nizozemska • Norveška • Njemačka • Poljska • Portugal • Rumunjska • Rusija • San Marino • Srbija • Sjeverna Irska • Sjeverna Makedonija • Slovačka • Slovenija • Škotska • Španjolska • Švedska • Švicarska • Turska • Ukrajina • Wales |                                  |
| |                                  |
| Bivše članice ČSSR • Jugoslavija • DR Njemačka • SR Njemačka • SiCG • SSSR |                                  |
| Bivše članice |                                  |
| |                                  |
| ČSSR • Jugoslavija • DR Njemačka • SR Njemačka • SiCG • SSSR |                                  |

| Bivše članice                                                |
|                                                              |
| ČSSR • Jugoslavija • DR Njemačka • SR Njemačka • SiCG • SSSR |

| Nogomet u Njemačkoj              | Nogomet u Njemačkoj                                                                           |
| -------------------------------- | --------------------------------------------------------------------------------------------- |
|                                  |                                                                                               |
| Njemački nogometni savez         |                                                                                               |
|                                  |                                                                                               |
| Reprezentacije                   | reprezentacija • do 21                                                                        |
|                                  |                                                                                               |
| Ligaška natjecanja               | 1. Bundesliga • 2. Bundesliga • 3. Liga • Regionalliga • Oberliga • Verbandsliga • Landesliga |
|                                  |                                                                                               |
| Kup natjecanja                   | DFB-Pokal • DFB-Ligapokal                                                                     |
|                                  |                                                                                               |
| Popis klubova • Popis nogometaša |                                                                                               |

| Nogomet u Njemačkoj              | Nogomet u Njemačkoj                                                                           |
| -------------------------------- | --------------------------------------------------------------------------------------------- |
|                                  |                                                                                               |
| Njemački nogometni savez         |                                                                                               |
|                                  |                                                                                               |
| Reprezentacije                   | reprezentacija • do 21                                                                        |
|                                  |                                                                                               |
| Ligaška natjecanja               | 1. Bundesliga • 2. Bundesliga • 3. Liga • Regionalliga • Oberliga • Verbandsliga • Landesliga |
|                                  |                                                                                               |
| Kup natjecanja                   | DFB-Pokal • DFB-Ligapokal                                                                     |
|                                  |                                                                                               |
| Popis klubova • Popis nogometaša |                                                                                               |